# Côn trùng trong đời sống con người

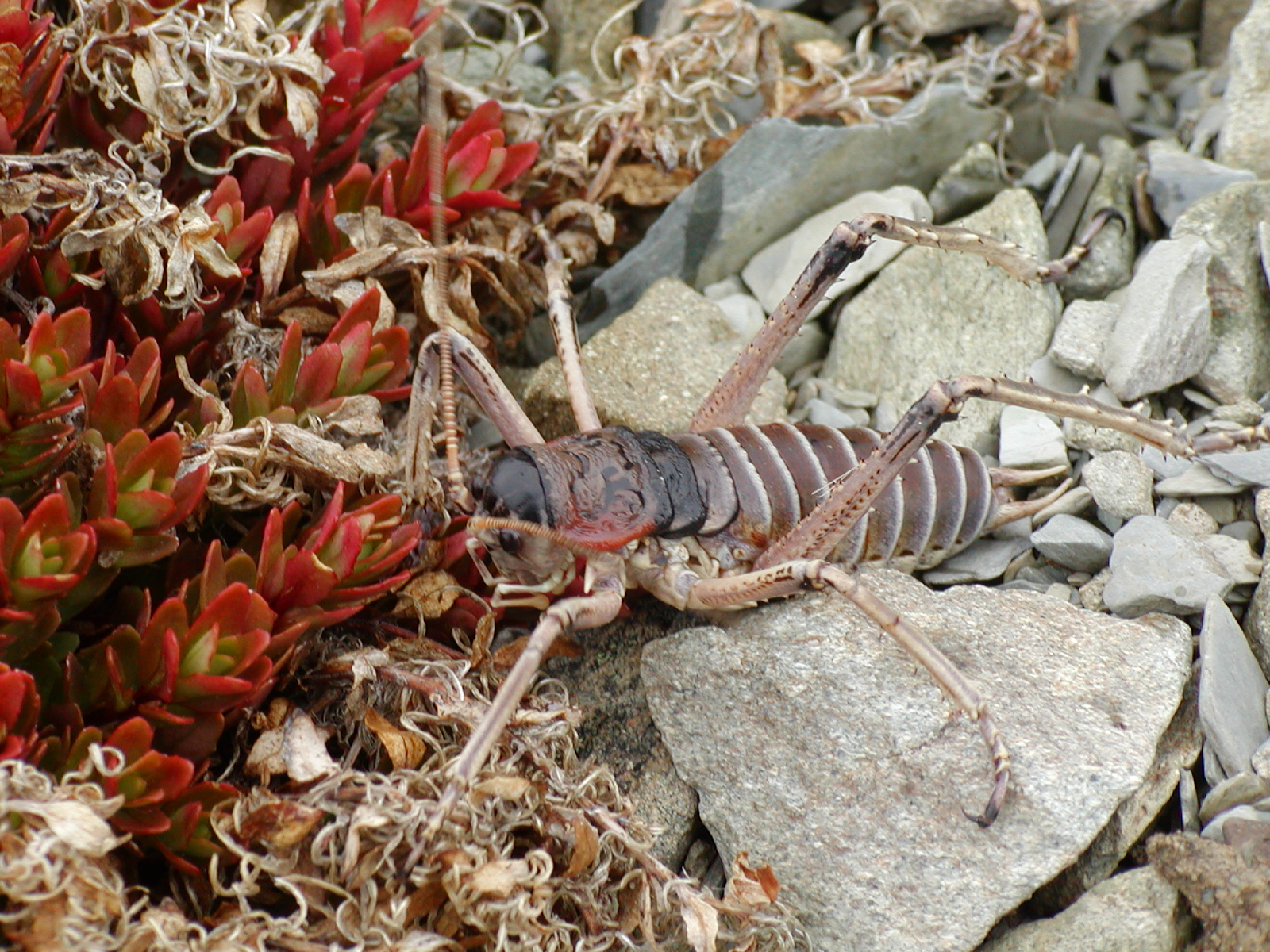
Dế là loài vật đi vào các tác phẩm văn học nổi tiếng

Côn trùng đóng vai trò quan trọng trong đời sống và văn hóa của con người chúng gắn kết với đời sống con người (Human interactions with insects) trong các lĩnh vực hoạt động như kinh tế, chính trị, khoa học kỹ thuật, văn hoá, đóng vai trò trong vai trò trong nghệ thuật, âm nhạc và văn học, hình tượng côn trùng còn được thể hiện trong phim ảnh, trong văn học, trong tôn giáo và trong thần thoại, chúng có mặt ở ca dao, tục ngữ, thành ngữ. Trang phục côn trùng được sử dụng trong các tác phẩm sân khấu và mặc cho các bữa tiệc và lễ hội. Côn trùng đã đóng góp những lợi ích đáng kể với đời sống con người. Côn trùng thực tế còn là nguồn cung cấp thực phẩm cho con người (ăn côn trùng) và là nguồn nguyên liệu trong chăn nuôi, nuôi thú kiểng.
Các loài côn trùng có một ý nghĩa to lớn đối với đời sống con người gồm nhóm côn trùng có ích (gồm các thiên địch như bọ ngựa, bọ rùa, bọ cánh cam). Côn trùng đã được sử dụng làm thuốc trong các nền văn hóa trên thế giới. Các sản phẩm từ ong mật được sử dụng làm thuốc chữa bệnh trên khắp Châu Á, Châu Âu, Châu Phi, Úc và Châu Mỹ, mặc dù thực tế là ong mật không được du nhập vào Châu Mỹ cho đến khi bị Tây Ban Nha và Bồ Đào Nha xâm chiếm, chúng là sản phẩm côn trùng y tế phổ biến nhất cả trong lịch sử và hiện tại, điển hình là mật ong. Sự gia tăng của các bệnh nhiễm trùng kháng thuốc kháng sinh đã thúc đẩy các nghiên cứu dược phẩm tìm kiếm các nguồn tài nguyên mới, bao gồm cả động vật chân đốt, liệu pháp giòi sử dụng ấu trùng đom đóm để làm sạch vết thương.
Nhóm côn trùng có hại (điển hình như ruồi, muỗi, kiến, gián, ve, bét, bọ rệp) và nhóm côn trùng chưa rõ lợi hại cụ thể, trong đó có những côn trùng có thể gây phiền nhiễu cho con người như những con phù du, thiêu thân hay bày vào nhà và dụng cụ phát sáng. Thái độ của con người đối với nhiều chủng loại côn trùng thường tiêu cực, được phóng họa trên các phương tiện truyền thông, điều này đã tạo ra một xã hội cố gắng loại bỏ côn trùng khỏi cuộc sống hàng ngày, các tương tác tiêu cực bao gồm thiệt hại nghiêm trọng đối với mùa màng và nỗ lực rộng rãi để loại bỏ côn trùng sâu bọ. Các côn trùng như bọ chét, ong độc, muỗi, kiến ba khoang, bọ chét hút máu là những loại côn trùng điển hình có thể gây bệnh hoặc gây dị ứng khi tiếp xúc. Muỗi là loài gây bệnh nhiều nhất vì số lượng lớn, sinh sản nhanh, biết bay, loại muỗi thường gây bệnh là muỗi sốt xuất huyết và muỗi gây bênh sốt rét có khả năng làm chết người.

## Các loài
Trong số vô vàn các loài côn trùng trên thế giới (khoảng từ 6-10 triệu loài côn trùng, và 100.000 loài thuộc lớp hình nhện) thì có một số loài được xem là phổ biến và gắn bó với đời sống con người mà có hình tượng văn hóa nổi bật so với các loài côn trùng khác. Ở Ai Cập, bọ hung được coi là biểu tượng của chu kì Mặt Trời và sự hồi sinh. Với người Ai Cập thì con bọ hung còn là biểu tượng của sự may mắn, bọ cánh cứng cũng có liên hệ với thần linh trong nhiều hệ ngôn ngữ khác nhau, trong tiếng Phạn, tên con bọ cánh cứng có nghĩa là người chăn cừu của Indra một vị thần trong đạo Hindu. Trong nhiều nền văn hóa khác thì bọ rùa (loài có đôi cánh màu đỏ) cũng được xem là mang lại may mắn, người ta tin rằng nếu một con bọ rùa tình cờ đậu lên tay, tức là may mắn sắp đến với người đó. 

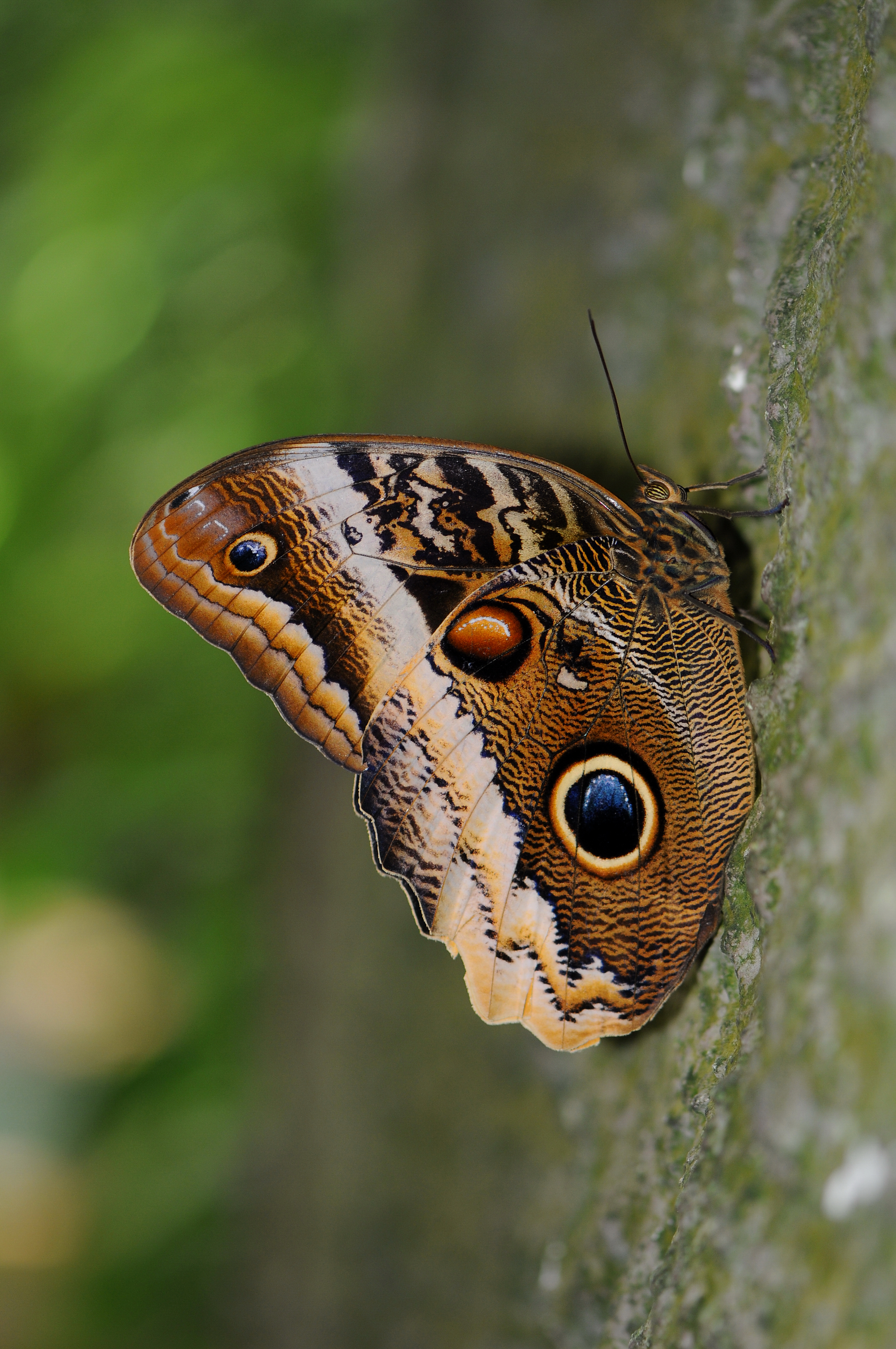
Bướm với vẻ đẹp của chúng cũng đi vào văn hóa

Con bướm (các loài bướm nói chung) có lẽ là sinh vật nổi bật và quen thuộc, ở châu Âu và Nhật Bản thì một con bướm được coi là hiện thân của linh hồn một người, linh hồn của họ sẽ hóa thành một com bướm trên hành trình đi về thế giới bên kia và có một cuộc sống vĩnh hằng. Dế là biểu tượng của sự an toàn và bảo vệ, một số nơi, dế còn là biểu tượng của sự tái sinh. Dế được xem là mang lại nhiều may mắn tại châu Á và châu Âu. Trong tiểu thuyết Chú dế bên lò sưởi của nhà văn Charles Dickens thì dế còn được nuôi như thú cưng. Ở Việt Nam, hình tượng chú dế mèn trong tác phẩm Dế mèn phiêu lưu ký của nhà văn Tô Hoài. Cào cào hay châu chấu trong Kinh Thánh là những sinh vật không tích cực khi những mô tả này kết hợp nhiều đặc tính của nhiều loài với nhau và nhắc đến một đại dịch châu chấu ma quái trong lịch sử nhân loại.
Bọ ngựa trong văn hóa như một biểu tượng cho sinh vật đáng sợ xuất phát từ kỹ năng săn mồi đáng sợ của chúng, một bộ phim công chiếu vào năm 1957 có tên là The Deadly Mantis kể về một con bọ ngựa khổng lồ đột biết gieo rắc nỗi kinh hoàng, tương tự là nhân vật Kamacuras trong bộ phim Son of Godzilla năm 1967. Bộ ngựa cũng là loài biểu tượng cho võ thuật ở thế giới côn trùng qua môn võ bọ ngựa hay Đường lang quyền một bộ môn quyền thuật của Thiếu Lâm với các đặc trưng kỹ pháp nắm, quắp, chụp. Trong nông nghiệp, bọ ngựa được xem là côn trùng có ích, chúng là loài thiên địch của nhiều loài côn trùng gây hại.
Theo thông tục, người ta thường coi nhện và bọ cạp gọi là côn trùng, mặc dù về phân loại khoa học, chúng được xếp vào nhóm các sinh vật thuộc lớp Hình nhện (Anachida). Trong các nền văn hóa từ Đông sang Tây, hình tượng loài nhện để lại dấu ấn trong nhiều địa phương, nhìn chung là gắn với nỗi tiêu cực, chúng mà con người ám ảnh tiêu cực với nỗi sợ nhện, hình tượng bọ cạp trong văn hóa gắn liền với quan niệm về sự châm chích, trả thù, độc địa dù rằng bọ cạp là một trong những biểu tượng của cung hoàng đạo Phương Tây (cung Hổ Cáp) gắn với chòm sao Hổ Cáp hay Thiên Yết được xem là cung hoàng đạo bí ẩn.
Trong tác phẩm Dế mèn phiêu lưu ký, nhà văn Tô Hoài đã phác họa rất nhiều hình ảnh về các loài côn trùng như Dế Mèn, Dế Choắt, Dế Trũi, bác Xiến Tóc, gã Bọ Ngựa, Bọ Muỗm, Châu Chấu Voi,  anh Gọng Vó lấm láp, Bọn Nhện đông đúc, nhiều thế hệ Nhện mẹ, Nhện con, Nhện già, Nhện trẻ, Nhện nước, Nhện tường, Nhện võng, Nhện cây, Nhện đá, Nhện ma, Chi họ Chuồn Chuồn đông đúc nhiều chủng loại như Chuồn Chuồn Ngô, Chuồn Chuồn Ớt, Chuồn Chuồn Tương, rồi Thế giới loài kiến với Kiến Gió, Kiến Lửa quần áo vàng khè, Kiến Bọ Dọt... Việc sử dụng phép nhân hóa và ẩn dụ đã khiến cho các nhân vật trong tác phẩm Dế Mèn phiêu lưu ký luôn mang tính biểu tượng kép. Các con vật được miêu tả với đúng đặc điểm giống loài nhưng không hề khô khan, bởi chúng luôn được gửi gắm vào đó tính cách của con người nhưng khi miêu tả loài vật con vật hiện ra như chính nó trong thực tế.